# Sur la piste des bêtes ignorées
Sur la Piste des Bêtes Ignorées est un ouvrage de cryptozoologie du zoologiste franco-belge Bernard Heuvelmans, publié pour la première fois en 1955. Une édition traduite en anglais par Richard Garnett est publiée en 1958, avec quelques mises à jour de l'auteur et une préface de Gerald Durrell, sous le nom de On the Track of Unknown Animals. Une édition révisée et abrégée est publiée en 1965, puis une dernière, en 1995. On attribue à l'ouvrage la popularisation du concept de cryptozoologie et l'établissement de son auteur comme le « Père de la cryptozoologie ».

## Sujet
Comme l'explique un critique, le livre se focalise « sur les animaux qui pourraient exister ». L'ouvrage cite divers exemples — soit des animaux découverts relativement récemment (comme le chimpanzé pygmée, le cœlacanthe, le dragon de Komodo et le panda géant), soit des animaux dont on pense qu'ils ont disparu il y a peu de temps (le moa et le tigre de Tasmanie) — et théorise sur l’existence d'espèces inconnues, ou que l'on croit disparues. L'essentiel de l'ouvrage consiste en une compilation de témoignages et d'histoires à travers le monde, concernant des espèces que la zoologie n'inclut pas dans son champ d'études par manque de preuves tangibles. Cette démarche concerne des espèces légendaires, connues de certains peuples, mais sans preuve crédible de leur existence, jamais observées clairement ou considérées comme éteintes, mais toujours présentes. L'auteur s'attache à faire un travail de zoologue sur ces espèces, afin que celles-ci soient étudiées au même titre que les espèces identifiées.
L'auteur évoque notamment le Mokélé-mbembé, les serpents de mer et le Yéti. Il commence par déplorer le fait que certaines créatures fassent l'objet d'une médiatisation excessive et soient fréquemment tournées en ridicule, ce qui décourage la mise en place de commissions de recherches scientifiques pour les étudier sérieusement. Il conclut en souhaitant que toute nouvelle espèce ne soit pas simplement abattue, juste pour obtenir des trophées : « Ayez pitié d'eux, car pour eux, nous sommes les vrais monstres ».
La communauté scientifique a salué l'ouvrage pour l'étendue des recherches, les citations minutieuses et les connaissances de son auteur,, mais lui a reproché d'être quelque peu superficiel, « trop long et décousu »,. Cependant, cette étude minutieuse sur des créatures hypothétiques a contribué à diffuser leurs histoires et à poser les bases de la cryptozoologie.